# دوري المقاطعات الشمالي الغربي 1983–84
دوري المقاطعات الشمالي الغربي 1983–84 هو موسم من دوري المقاطعات الشمالي الغربي. فاز فيه نادي ستاليبريدج سيلتيك.